# Arial
Arial [ˈɛəɹiəl] ist eine Groteskschrift, die 1982 von den Schriftgestaltern Robin Nicholas und Patricia Saunders für Monotype Corporation entworfen wurde, um eine auf niedrigauflösenden Monitoren besser lesbare Alternative zur verbreiteten Helvetica von Max Miedinger zu bieten.
Arial ist durch große Mittellängen und einfache Formen ohne Serifen charakterisiert. Schriften aus der Arial-Familie werden mit allen Versionen von Microsoft Windows ab Version 3.1, einigen anderen Microsoft-Softwareanwendungen und Apples macOS mitgeliefert. Arial ist eine proportionale Schriftart.

## Arial und Helvetica
Die Arial wurde nicht, wie oft behauptet, als direkte Kopie der Helvetica erstellt. Stattdessen formte man die Schrift Grotesque 215 von Monotype so um, dass sie den Metriken der Helvetica entsprach. Arial und Helvetica gleichen sich daher zwar geometrisch, ihre jeweiligen Schriftbilder sind jedoch für das geschulte Auge leicht zu unterscheiden.

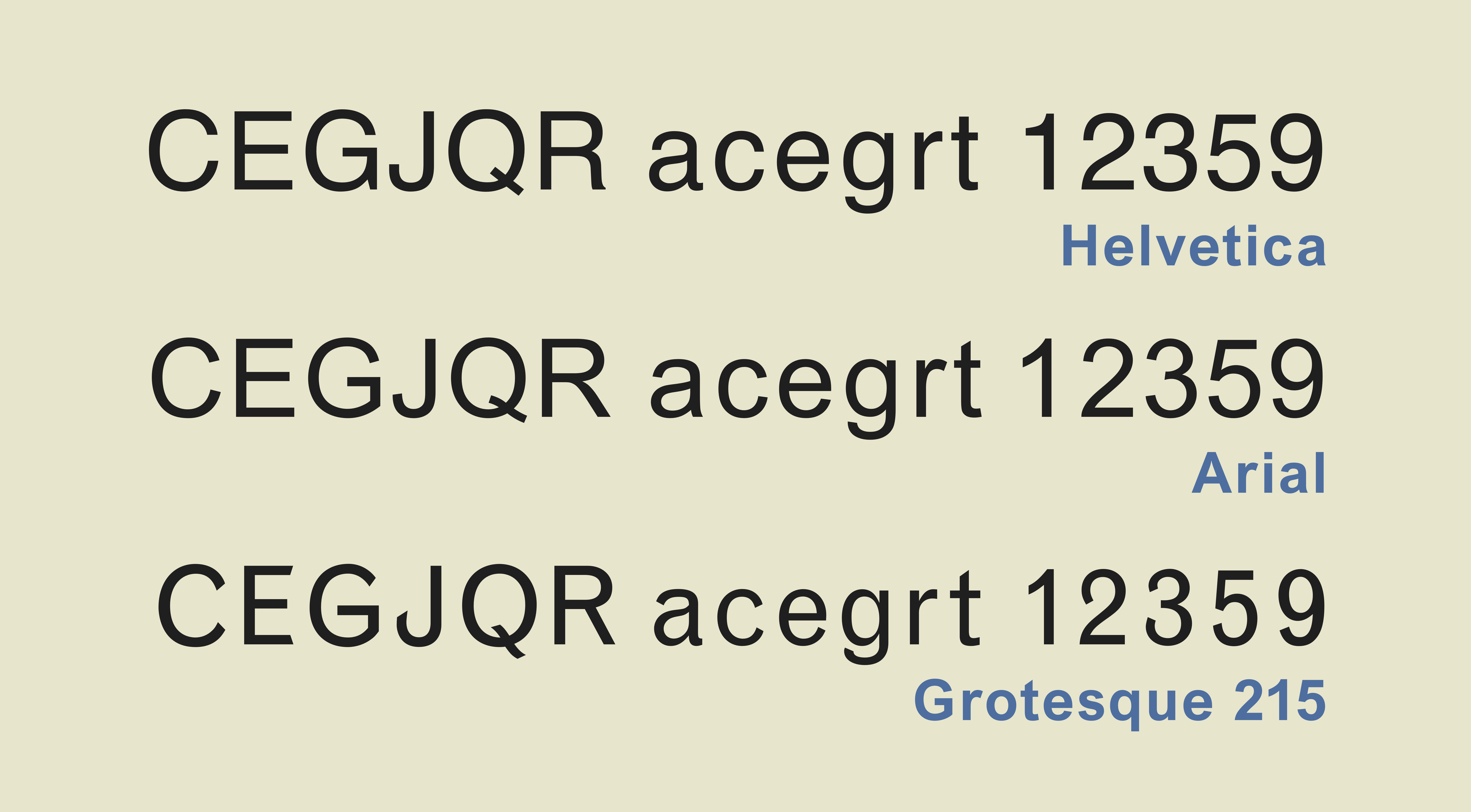
Ausgewählte Buchstaben und Ziffern von Helvetica, Arial und Monotype Grotesque 215 im Vergleich

## Kritik
Zahlreiche Typografen empfinden die Arial als unschön, da ihr Schriftbild charakterarm und unausgeglichen wirke und ihre Linienführung der allgemeinen Entwicklung der Zeit zuwiderlaufe. Insbesondere Großbuchstaben wirken wegen des zu hohen Grauwertes wie in fetter Schrift formatiert.

## Klassifikation der Schrift
- Nach DIN 16518 kategorisiert man die Arial in der Gruppe VIa (Serifenlose Linearantiqua mit klassizistischem Charakter).

## Arial in der Computertechnik
Beim Betrieb PostScript-fähiger Drucker mit Microsoft Windows wird die Arial oft im Hintergrund gegen die im Drucker vorinstallierte Helvetica ausgetauscht, um einen (heutzutage minimalen) Geschwindigkeitszugewinn zu erzielen. Wer die Arial dennoch im Ausdruck sehen will, muss dazu im Menü „Eigenschaften“ des betroffenen Druckers die „Ersetzungstabelle für Schriftarten“ aufrufen und die Arial mit der Option „Als Schriftart herunterladen“ definieren. Dies ist für alle vier Schriftschnitte (normal, fett, kursiv, fett kursiv) erforderlich.
Die spezielle Variante Arial Unicode MS ist ein relativ weit verbreiteter Font, der den Großteil des Unicode-Zeichensatzes enthält. Zum Textsatz in nicht-asiatischen Sprachen ist sie weniger geeignet, da es zu dieser Schrift keinen kursiven Schnitt gibt und die Schriftart auch keine Kerningpaare enthält, die beim Textsatz für ein ruhiges Erscheinungsbild sorgen.